# Островска джамия
Островската джамия (на гръцки: Παλιό Τζαμί) е бивш мюсюлмански храм във воденското градче Острово (Арниса), Гърция.
Джамията е разположена на няколкостотин метра западно от градчето, в местността Старо Острово, която до частичното пресъхване на Островското езеро е остров. От джамията е запазено минарето и основите. Построена към края на XIV век, в 1388 година след завладяването на Острово от османските турци. Засвидетелствана е в 1591 година.
Обявена е за паметник на културата в 1984 година.